# Alexandre Kallimachis
Alexandre Kallimachis, en grec Alexandros Kallimahis (Αλεξάνδρος Καλλιμάχης), en roumain Alexandru Calimachi, né et mort à Constantinople (1737 - 12 décembre 1821), est un prince phanariote qui, après avoir été au service de l’Empire ottoman, est Hospodar de Moldavie de 1795 au 8 mars 1799. La monarchie est élective dans les principautés roumaines de Moldavie et de Valachie. Le souverain (voïvode, hospodar ou domnitor selon les époques et les sources) est élu par (et souvent parmi) les boyards, puis agréé par les Ottomans : pour être nommé, régner et se maintenir, il s'appuie sur les partis de boyards et fréquemment sur les puissances voisines, habsbourgeoise, russe et surtout turque, car jusqu'en 1859 les deux principautés sont vassales et tributaires de la « Sublime Porte ».

## Origine
Alexandre Kallimachis est le fils du Grand Drogman puis prince de Moldavie Jean Théodore Kallimachis et de Ralitsa Chrysoskoleos. Comme beaucoup de Phanariotes, il est lui-même Grand Drogman de la « Sublime Porte » de 1785 à 1788 puis de 1795 à 1799, avant de devenir hospodar de Moldavie.
Il finance une partie des travaux littéraires de Rigas. Une grande carte très détaillée de la Moldavie, de 1797, lui est dédiée. L'université de Jassy fonctionne dans le Palais Callimachi. 
Il fait partie des phanariotes victimes de la répression turque après l'éclatement des révolutions grecque et roumaine de 1821 : après l'exécution de ses deux fils, il est lui-même mis à mort à Constantinople en décembre 1821.

## Union et postérité
Il épouse Elena Ghica et il est le père de :
- Scarlat Kallimachis (1773-1821) également hospodar de Moldavie.
- Jean (Ioan ou Ioannis) Drogman de la Flotte de 1801 à 1803 puis Grand Drogman de 1818 à 1821 est également exécuté en octobre 1821.
- Euphrosine, femme d'Alexandre Șuțu

## Note
1. ↑  Le candidat au trône devait ensuite "amortir ses investissements" par sa part sur les taxes et impôts, verser en outre le tribut aux Ottomans, payer ses mercenaires et s'enrichir néanmoins. Pour cela, un règne d'un semestre au moins était nécessaire, mais la "concurrence" était rude, certains princes ne parvenaient pas à se maintenir assez longtemps sur le trône, et devaient ré-essayer. Cela explique le "jeu des chaises musicales" sur les trônes, la brièveté de beaucoup de règnes, les règnes interrompus et repris, et parfois les règnes à plusieurs (co-princes). Quant au gouvernement, il est assuré par les ministres et par le Sfat domnesc (conseil des boyards).
Concernant le tribut aux Turcs, la vassalité des principautés roumaines envers l'Empire ottoman ne signifie pas, comme le montrent par erreur beaucoup de cartes historiques, qu'elles soient devenues des provinces turques et des pays musulmans. Seuls quelques petits territoires moldaves et valaques sont devenus ottomans : en 1422 la Dobrogée au sud des bouches du Danube, en 1484 la Bessarabie alors dénommée Boudjak, au nord des bouches du Danube (ce nom ne désignait alors que les rives du Danube et de la mer Noire), en 1538 les rayas de Brăila alors dénommée Ibrahil et de Tighina alors dénommée Bender, et en 1713 la raya de Hotin. Le reste des principautés de Valachie et Moldavie (y compris la Moldavie entre Dniestr et Prout qui sera appelée Bessarabie en 1812, lors de l'annexion russe) ont conservé leurs propres lois, leur religion orthodoxe, leurs boyards, princes, ministres, armées et autonomie politique (au point de se dresser plus d'une fois contre le Sultan ottoman). Les erreurs cartographiques et historiques sont dues à l'ignorance ou à des simplifications réductrices. Voir Gilles Veinstein et Mihnea Berindei : L'Empire ottoman et les pays roumains, EHESS, Paris, 1987.